# トルクレンチガールズ
トルクレンチガールズは、フリーで活動していた日本のお笑いコンビ。事務所には所属せず、会社員と芸人を両立していた。

## メンバー
うまこ（1993年7月7日 -（31歳））
ボケ・ネタ作り担当。
大阪府大阪市出身。
趣味および特技はポケモン、スパイスカレー、人並み以上マニア未満の鉄道の知識がある、プラレール(改造して製品に無い車両を作る)、お笑い(吉本の劇場に通ってた経験あり)、旅行の行程を綿密に組む、昼休みにする20分の昼寝、ラジオを聴きながら靴を磨く、好きな中華屋でビールを飲む、1日で水を5L以上飲む、THE BLUE HEARTSのイントロクイズ、喉から美味しそうな音を出しながら液体を飲む、比較的地理が強い、お尻が小さい。
2回連続で運転免許を失効した。
コンビ解散に伴い引退。

力学（りきがく、1993年9月24日 -（31歳））
ツッコミ担当。
大阪府大阪市出身。
スキンヘッドと老け顔が特徴。
趣味および特技は空を見る、反省する、その日良かったムーブ（ツッコミなど）をしがむ、会社のスキンヘッドの重鎮と共鳴する、学んだことを少しずつ身につけられる、大きい人とスポーツをしてもまあまあ活躍できる、ポッピンダンス、ヒトカラで8時間過ごせる、ボウリングが少し上手い、ワゴン車で狭い場所のカーブとか駐車を的確にできる、楽しそうに原付に乗れる、ビリヤード、ジェットコースター、パーティ、パチンコ（引退）、競艇（引退）。
集団が苦手で、サッカー部に2年間在籍していたが部活引退の4ヶ月前、監督から引退まで続けるか辞めるかを問われて辞めた。
布団に包まった状態の画像を足利義満のまねとしてX（当時Twitter）に上げたところ、約6万いいねの反響を得た。
解散後はNSC大阪校へ47期生として入学。個人名を「りっきーな」に改名し、キハラとの「キハりっきーな」、浜本との「県道13号」を経て、現在は「ボイル」を結成。

## 来歴
2人は大阪府立清水谷高校の同級生として出会い、別々の大学へ進学後も頻繁に遊んでいた。就活に励むタイミングで力学が高校時代でのうまこのシュールなボケに目をつけ、就活が嫌だったことから一緒にNSCへ入学しようと誘った。
うまこは中学の頃から芸人への道を考えていたものの、baseよしもとでのライブを観て「こんなにおもろい人たちでもメディアに出られへんのや、恐ろしい世界やな」と、一旦は諦めていた。高校・大学と定期的にコンビを組んでネタを演じる機会はあったが学祭の大会でも優勝できず、自分には突き抜けたものがないと挫折していた時期だったため力学からの勧誘は断った。その後はともにエンジニアとして就職し、現在まで会社員として勤めている。
昔から友達の前でふざけるのが好きだった力学は、うまこに断られた後は大学院へ入ったが「次のM-1で3回戦まで行ったらプロになろう」と再びうまこを誘い、その時のうまこは軽い感じで返していたが答えを待てなかった力学は大学院を中退。一時期東京に住んでいたが、自分から誘ったはずのうまこには何の報告もないままでの上京だった。
うまこが社会人1年目の2016年5月ごろ、Twitterでアマチュアライブの「ブンブンライブ」を見つけてまた趣味の範囲でお笑いを始めようと、かつてNSCに誘ってきた力学を逆に勧誘してライブに出演。M-1にも出場後、正式に現在のコンビを組んだ。フリーのため正式な芸歴が曖昧であるが、外部のライブに出始めた2018年を正式な活動開始年としている。
2023年1月25日を以て解散を発表。
大阪のライブシーンで活動する芸人ユニット「WEST ANTS」のメンバーだった。

## 芸風
主に力学の濃いキャラを推した漫才。
M-1グランプリ2016ではナイスアマチュア賞を受賞。以降は大阪のアマチュアお笑いライブの賞をいくつも獲得する。M-1グランプリ2021では3回戦、第43回ABCお笑いグランプリでは最終予選まで進出した。

## 出囃子
THEE MICHELLE GUN ELEPHANT「いじけるなベイベー」

## 出演
- あらびき団 2夜連続!真夏の最強パフォーマー決定戦・第2夜（TBSテレビ）[12][13]
- トルクレンチガールズの周囲確認ヨシ!（ポッドキャスト）[14]